# نبيلة إبراهيم
نبيلة إبراهيم (1929 - 2017) هي كاتبة وأكاديمية ومترجمة مصرية، تعد من أبرز المتخصصين في الثقافة الشعبية والفلكلور، ومن المؤسسين الأوائل لمقرر الأدب الشعبي في جامعة القاهرة. حازت جائزة الدولة التقديرية في العلوم الاجتماعية في العام 2013.

## سيرة
هي نبيلة إبراهيم محمود سالم، زوجها الناقد المصري عز الدين إسماعيل. تعدّ من أبرز أساتذة الفولكلور والأدب الشعبي في الجامعات المصرية والعربية، تتلمذت على يد جيل من أساتذة الأدب الشعبي في جامعة القاهرة، فهي تلميذة مباشرة لـ سهير القلماوي، التي كانت بدورها تلميذة للعميد طه حسين، كما تتلمذت على يد الأديب عبد الحميد يونس.
استهلت إبراهيم مشوارها العلمي والبحثي في ستينيات القرن الماضي وامتد لنحو خمسة وخمسين عاما، أنجزت خلاله أعمالاً رائدة وكتابات مرجعية وترجمات لكتب تعد من كلاسيكيات الدراسات الشعبية في العالم.
حازت إبراهيم شهادة الماستر من كلية الآداب - جامعة القاهرة عن «روميات المتنبي» سنة 1954، وشهادة الدكتوراه من من جامعة غوتنغن في ألمانيا عام 1961 عن أطروحتها: سيرة الأميرة ذات الهمة ــ دراسة مقارنة. وعملت أستاذة الأدب الشعبي والأدب والنقد الحديث في جامعة القاهرة، وشغلت منصب عميد المعهد العالي للفنون الشعبية بأكاديمية الفنون في الفترة من 1987-1998. وكتبت الكثير من المقالات والأبحاث التي نُشرت معظمها في مجلة الفنون الشعبية المصرية، ومجلة فصول، ومجلة الحداثة البيروتية. وأشرفت على عدد من الأطروحات الأكاديمية سواء في الأدب الشعبي أو في ما يتعلق به من التخصصات الأخرى، وقد بدأت ذلك الإشراف على رسائل الماجستير منذ وقت مبكر في العام 1970م، وتنوع إشرافها على عدد من الطلاب العرب من الجزائر، ومصر، والعراق وغيرها، وقد أصبح بعضُ طلابها أعلامًا في الجامعات العربية والعالمية.

## أعمالها
لإبراهيم عشرات الأعمال والدراسات والأبحاث والترجمات والمؤلفات في الثقافة الشعبية والأدب، منها:
- سيرة الأميرة ذات الهمة[10]
- قصصنا الشعبي من الرومانسية إلى الواقعية
- الدراسات الشعبية بين النظرية والتطبيق[11]
- المقومات الجمالية للتعبير الشعبي
- نقد الرواية من وجهة نظر الدراسات اللغوية الحديثة
- فن القص بين النظرية والتطبيق[12]
- أشكال التعبير في الأدب الشعبي[13][14]
- سيد درويش: إمام الملحنين ونابغة الموسيقى (بالاشتراك)
- نقاد الأدب سهير القلماوي الأستاذة . الرائدة . الناقدة . الأديبة
- من نماذج البطولة الشعبية في الوعي العربي
- البطولات العربية والذاكرة التاريخية
- الكون والإنسان في التعبير الشعبي
- درة الغواص في التعبير الشعبي

### في الترجمة والتقديم
- الفولكلور في العهد القديم
- توراندوت
- ألف ليلة وليلة - دراسة
- الحكاية الخرافية[15]
- الماضي المشترك بين العرب والغرب: أصول الآداب الشعبية الغربية.[16]

### سيرتها
صدر لها عن الهيئة العامة للكتاب، سيرتها الذاتية:
- ذات الهمة في القرن العشرين - يوميات نبيلة إبراهيم[17]

عرضت فيه للحديث عن بيت العائلة الكبير، والنشأة الأولى والثانية، وتحدَّثت عن سفرها للدراسة في ألمانيا، وختمت الكتاب بملحق للصور.

## وفاتها
فارقت نبيلة إبراهيم الحياة مساء الأربعاء 18 يناير (كانون الثاني) 2017 عن عمر يناهز 88 عامًا. وقد نعاها وزير الثقافة المصرية آنذاك حلمي النمنم قائلا:
إن رحيل الدكتورة نبيلة إبراهيم يأتي بعد أيام قليلة من إهدائها لدار الكتب، مكتبتها الخاصة التي تضم أيضا مكتبة زوجها الراحل عز الدين إسماعيل.
كما نعتها عدة جهات رسمية وثقافية. ونظم مركز دراسات التراث الشعبي، بكلية الآداب في جامعة القاهرة، بالتعاون مع المجلس الأعلى للثقافة، الملتقى الدولي الأول تحت عنوان: الأدب الشعبي والدراسات البينية، دورة نبيلة إبراهيم في الفترة 23- 25 أكتوبر 2018.

## وصلات خارجية
- الراحلات في صمت..رحيل الدكتورة نبيلة إبراهيم «ذات الهمّة»
- نبيلة إبراهيم.. «حافظة» التراث الشعبى ي
- لقاء مع دكتورة نبيلة إبراهيم أستاذة الأدب الشعبى